# Careby
Careby är en by i civil parish Careby Aunby and Holywell, i distriktet South Kesteven, i grevskapet Lincolnshire, i England. Byn är belägen 10 km från Stamford. Careby var en civil parish fram till 1931 när blev den en del av Careby, Aunby and Holywell. Civil parish hade 116 invånare år 1921.